# ZINC

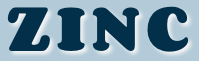
Logo ZINC

ZINC (akronim rekurencyjny od ang. ZINC is not commercial) – darmowa baza danych dostępnych handlowo struktur chemicznych, dostępna on-line. Jej głównym przeznaczeniem jest użycie zdeponowanych tam struktur w screeningu wirtualnym. Baza prowadzona jest przez Shoichet Laboratory Uniwersytetu Kalifornijskiego w San Francisco (UCSF).

## Zawartość
Baza ZINC gromadzi struktury związków chemicznych dostępnych handlowo u różnych dostawców. Przed importem do bazy struktury są filtrowane w celu odrzucenia związków niespełniających reguł chemii medycznej (np. zbyt duża masa molowa, obecność reaktywnych grup chemicznych itp). Dla każdej cząsteczki generowana jest jej struktura trójwymiarowa, protonowana w trzech warunkach pH: kwaśnym, obojętnym i zasadowym.
Zawartość bazy dostępna jest zarówno w zestawach (ang. subsets), dobieranych według różnych kryteriów (np. parametrów fizykochemicznych) jak i poprzez wyszukiwarkę struktur.
Struktury związków dostępne są w różnych formatach: SMILES, mol2, SDF i flexibase.

## Statystyki
Na dzień 2013-01-11 baza ZINC zawierała 19607982 struktur. Tygodniowo przybywa ok. 40 tys. nowych cząsteczek. Miesięcznie pobieranych jest 1–2 TB danych.